# LG Spirit
Az LG Spirit az LG érintőképernyős, Android operációs rendszerrel működő középkategóriás okostelefonja.

## Főbb paraméterek
- Processzor: Mediatek/MT6582/1.3 GHz Quad core
- Kijelző: 4,7 collos (1280x720)
- Kamera: 5 megapixeles elsődleges kamera, 1 megapixeles másodlagos kamera
- Akku: 2,100 mAh
- Operációs rendszer: Android 5.1 Lollipop
- Méret: 134 x 67 x 10 mm
- Súly: 125 g
- Hálózat: 2G: 850/900/1800/1900 MHz, 3G: 900 / 2100 MHz